# Tuulijärvi (sjö i Nyland)
Tuulijärvi är en sjö i Raseborgs stad i Finland.   Den ligger i landskapet Nyland, i den södra delen av landet, 90 km väster om huvudstaden Helsingfors. Tuulijärvi ligger 19,4 meter över havet. I omgivningarna runt Tuulijärvi växer i huvudsak barrskog. Arean är 69,6 hektar och strandlinjen är 6,35 kilometer lång. Sjön  ingår i Kisko ås och Bjärnå å huvudavrinningsområde. 